# Leichtes Reiten

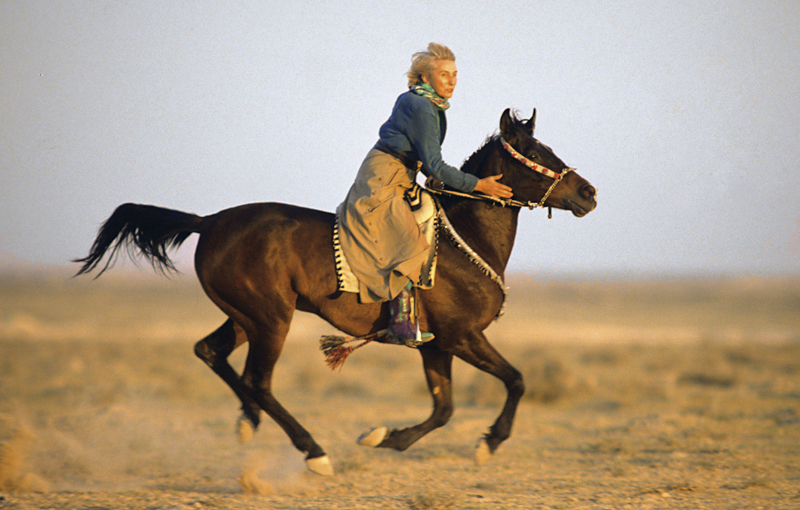
Tellington-Jones in leichter Reitweise in Syrien

Leichtes Reiten ist eine von Ursula Bruns und Linda Tellington-Jones eingeführte Reitweise, die vorwiegend von Freizeitreitern gepflegt wird. Leichtes Reiten wird vorwiegend im Gelände geritten (Wanderreiten) und vereinigt Elemente unterschiedlicher Reitweisen, etwa des Westernreitens, der Islandpferdereiterei und der iberischen Reitweise.
Die von Ursula Bruns gegründete Pferdezeitschrift Freizeit im Sattel (FS) berichtete bis April 2008 über das Freizeitreiten und insbesondere auch über das Leichte Reiten.

## Sitz und Hilfengebung
Im Trab und Galopp wird ein ausbalancierter Entlastungssitz mit leicht vorgeneigtem Oberkörper eingenommen. Der Schwerpunkt befindet sich über den Steigbügeln. Der Entlastungsitz ist häufig auch beim Distanzreiten zu sehen.
Der Entlastungssitz im Trab ist leichter zu erlernen, als das Aussitzen, da den Bewegungen des Pferdes ausgewichen werden kann. Auch muss der Rhythmus des Leichttrabens nicht erlernt werden. Der Entlastungssitz entspricht nicht dem klassischen Leichten Sitz wie er beim Springreiten, Jagdreiten oder beim Geländeritt einer Vielseitigkeitsprüfung zu sehen ist. Beim Leichten Sitz sind die Steigbügel verkürzt und der Oberkörper deutlich weiter vorgeneigt, dementsprechend wird die Rückenmuskulatur des Reiters stärker belastet und die Balance ist schwieriger zu halten als beim Entlastungssitz.
Es wird mit losem Zügel ohne Anlehnung geritten. Der Zügel wird wie beim Westernreiten als Druckzügel verwendet. Wendungen werden eingeleitet, indem mit Schwerpunktverschiebung Gewicht auf den inneren Bügel gelegt und der äußeren Zügel an den Hals angelegt wird. Das ist besonders bei erwachsenen Reitanfängern, welche den unabhängigen Sitz noch nicht erlernt haben, erfolgversprechend.

## Ausbildung
Es gibt zahlreiche Ausbilder, welche Leichtes Reiten unterrichten.

### Reitausbildung
Zu Ausbildungszwecken wird häufig mit Halsring statt mit Trense geritten. Es werden auch Schnur-Halfter und gebisslose Zäumungen, wie Lindel oder Bosal verwandt.
Angehende Reiter lernen zunächst auf dem Holzpferd Sitz und Hilfengebung, um die Pferde zu schonen. Weitere Besonderheiten sind der Sitz- und der Trittbalken sowie Zügelführspiele.

### Pferdeausbildung
Bodenarbeit wird als wesentlich für die Pferdeausbildung betrachtet. Bei der Bodenarbeit wird das Pferd am Strick, mit Stimme und langer Gerte geführt. So werden Geschicklichkeit-Parcours aus Stangen, Tonnen, Toren und Wippen bewältigt.

## Reit-Zentrum Reken

### Geschichte
Das Reitzentrum Reken in Reken im Münsterland war in den 70er- und 80er-Jahren die Wiege des Freizeitreitens in Deutschland, wo mehrere Tausend erwachsene Reitanfänger das Reiten erlernten. Die dort entwickelte und gelehrte Reitweise Leichtes Reiten beeinflusste die Reitausbildung, den Umgang mit dem Pferd und die Pferdehaltung weit über Deutschland hinaus. In Reken wurde eine neue Reitpädagogik entwickelt und auch gelehrt. All das wirkt bis heute in alle Pferdesportarten hinein. Gründerinnen waren Ursula Bruns und Inge Behr. Bekannte Lehrer waren Linda Tellington-Jones, Jean-Claude Dysli, Sadko Solinski und Rolf Becher.
In Zusammenarbeit mit dem Bundesministerium für Ernährung, Landwirtschaft und Forsten wurde in Reken der Lehrfilm Urlaub, Pferde, Reitenlernen aufgenommen.
Das Reitzentrum Reken wird heute von Jochen Schumacher geführt, einem Schüler von Ursula Bruns.

### BB-Methode
Anfang der 1970er-Jahre entwickelte Ursula Bruns zusammen mit der Erwachsenenpädagogin Inge Behr in Reken die Bruns-Behr-Methode (BB-Methode). Deren Ziel ist es, Erwachsene leichter, sicherer und stressfrei an das Reiten heran zu führen. Grundlage ist der Gedanke, dass der Reiter ebenso gymnastiziert werden muss wie das Pferd. Das Ergebnis war ein Konzept für einen Intensivkurs. Der Unterrichtsaufbau erwies sich als effizient und praxistauglich und wurde daher auf andere Ausbildungslinien in Reken übertragen.

### Infrastruktur
Das Rekener Schulungsoval ist eine doppelt eingezäunten Laufschneise, in der Anfänger schneller einen losgelassenen Sitz und Bewegungsgefühl entwickeln als an der Longe. Aus dem Schulungsoval wurde das Rekener Zirkeloval entwickelt, in dem Gewichtsverlagerung bei Richtungswechseln geschult werden und das als Vorstufe für das selbständige Reiten in der Reitbahn und Gelände dient.